# Kielich Świętego Wojciecha

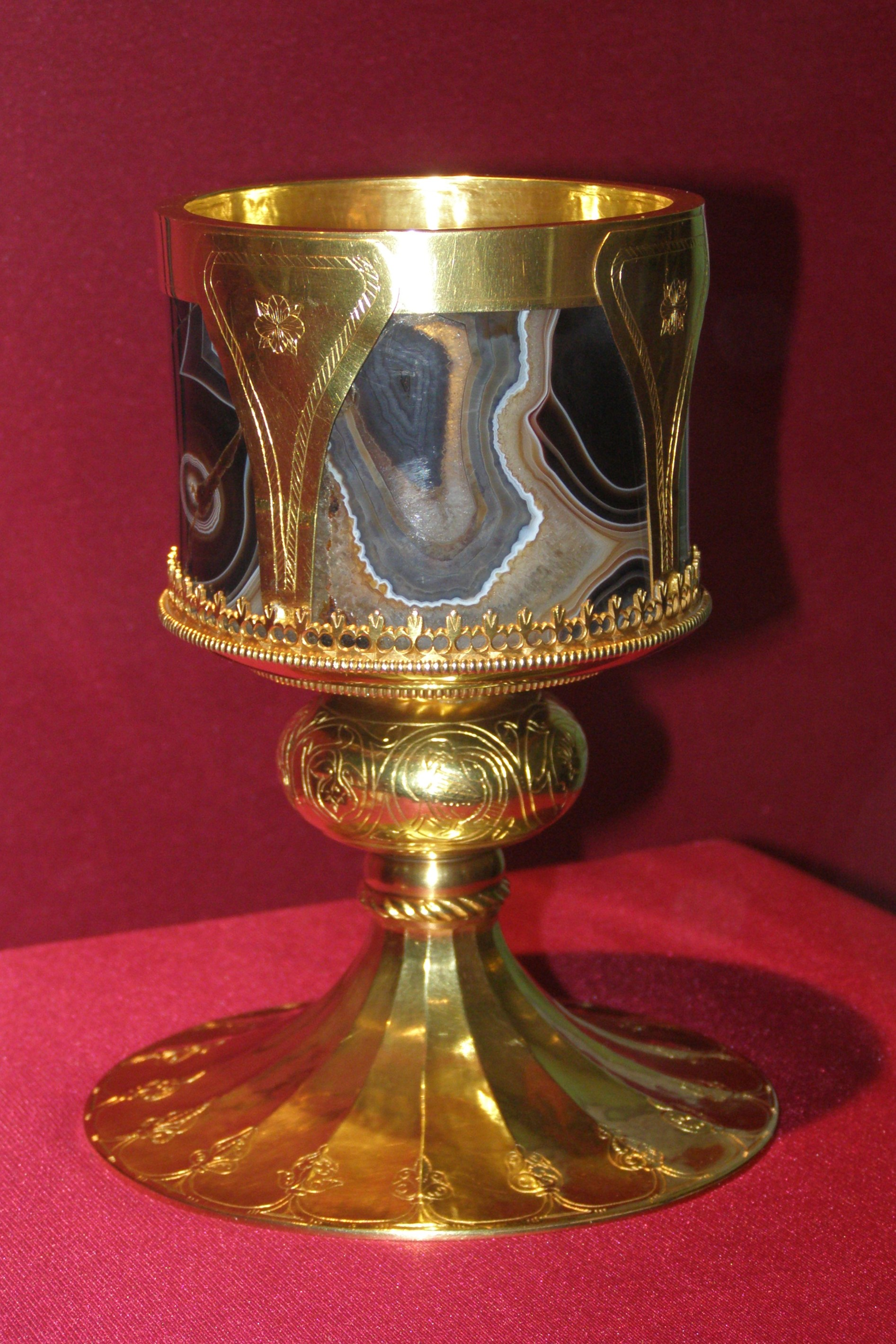
Kielich Świętego Wojciecha

Kielich Świętego Wojciecha (właśc. Kielich agatowy tzw. Świętego Wojciecha) – złoty kielich z X–XII wieku. 
Według tradycji spisanej w XVII wieku kielich używany przez Świętego Wojciecha przekazany opactwu w Trzemesznie przez Bolesława Chrobrego w roku 1008. Sam agatowy kubek został prawdopodobnie ofiarowany księciu polskiemu przez Ottona III w czasie zjazdu w Gnieźnie w 1000 roku Według innej hipotezy trafił do Polski po roku 1025, jako dar królowej Rychezy W kościele kanoników regularnych w Trzemesznie był przechowywany do roku 1941 lub 1942, po czym został wywieziony do Niemiec. 
Odzyskany przez władze polskie w roku 1946; w 1958 roku zwrócony Kościołowi. Obecnie przechowywany w Muzeum Archidiecezjalnym w Gnieźnie.
Poszczególne części kielicha powstawały w różnym czasie. Agatowa czasza pochodzi z Bizancjum z X wieku. Złota stopa i nodus grawerowane w stylu romańskim – z około 1180 roku. Dolna część oprawy agatowego kubka – złoty koszyczek – sporządzony został w roku 1960 przez Stanisława Mareckiego, który zastąpił późnogotycki koszyczek srebrny. Górna część oprawy czaszy: wewnętrzne wyścielenie, warga oraz cztery paski łączące wargę z koszyczkiem powstały przed rokiem 1797.
Na szczególną uwagę zasługuje nawiązująca do Drzwi Gnieźnieńskich dekoracja nodusa: zdobi go falista wić roślinna z wplecionymi w nią przedstawieniami: drapieżnego ptaka, lwa oraz młodego mężczyzny w krótkiej tunice zwróconego w stronę żurawia.

Wymiary: wysokość 15,4 cm; średnica czaszy 8,8 cm; średnica stopy: 11,8 cm.

Miejsce przechowywania: Gniezno, Muzeum Archidiecezjalne; nr inw. 1/44.